# 13e Politburo du Parti communiste vietnamien

Le 13e Politburo du Parti communiste vietnamien est l'organe dirigeant principal du Parti communiste vietnamien, élu par le comité central, lui-même élu par le 13e congrès national du Parti, en janvier 2021.

## Élection
En janvier 2021, les participants au congrès élisent le nouveau Comité central du Parti communiste vietnamien composé de 180 membres. Ces derniers désignent à leur tour le bureau politique composé de 18 membres. 
Les 18 membres ont été élu par le Comité central le 31 janvier 2021, et Nguyễn Phú Trọng a été réelu pour un troisième mandat en tant que Secrétaire général. Le Politburo est considérablement renouvelé, avec 10 nouveaux membres sur les 18.
Le Politburo possède une hiérarchie particulière, classant les membres de 1 à 18, le secrétaire général étant le premier dans la hiérarchie.

## Composition du13ePolitburo
| Ordre   | Portrait | Fonction | Nom | Nom                    | Membre depuis                                    | Circonscription   |
| ------- | -------- | --- | --- | ---------------------- | ------------------------------------------------ | ----------------- |
| 1 ()    |          | Secrétaire général du Parti communiste vietnamien                                                                                                  |     | Nguyễn Phú Trọng       | Le 8e Politburo, élu en 1997. 6e mandat.         | Hanoï             |
| 2 ( 1)  |          | Président de la République socialiste du Viêt Nam                                                                                                  |     | Nguyễn Xuân Phúc       | Depuis le 11e Politburo, élu en 2011. 3e mandat. | Hô-Chi-Minh-Ville |
| 3 ( 6)  |          | Premier ministre du Viêt Nam |     | Phạm Minh Chính        | Depuis le 12e Politburo, élu en 2016. 2e mandat. | Cần Thơ           |
| 4 ( 7)  |          | Président de l'Assemblée nationale |     | Vương Đình Huệ         | Depuis le 12e Politburo, élu en 2016. 2e mandat. | Cần Thơ           |
| 5       |          | Président du Comité central de l'économie, ancien ministre des Finances                                                                            |     | Trần Tuấn Anh (vi)     | Nouveau membre                                   | Khánh Hòa         |
| 6       |          | Juge en chef de la Cour populaire suprême |     | Nguyễn Hòa Bình (vi)   | Nouveau membre                                   |                   |
| 7       |          | Membre permanent de la Commission militaire centrale, Directeur du Département politique général de l'Armée populaire vietnamienne                 |     | Lương Cường            | Nouveau membre                                   | Thanh Hóa         |
| 8       |          | Secrétaire du Comité du Parti de Hanoï et député à l'Assemblée nationale, ancien ministre des Finances                                             |     | Đinh Tiến Dũng (vi)    | Nouveau membre                                   | Hanoï             |
| 9       |          | Ministre de la Défense, Chef d'état-major général de l'Armée populaire vietnamienne, Membre permanent de la Commission militaire centrale          |     | Phan Văn Giang (vi)    | Nouveau membre                                   | Thái Nguyên       |
| 10 ( 4) |          | Ministre de la Sécurité publique |     | Tô Lâm                 | Depuis le 12e Politburo, élu en 2016. 2e mandat. | Hưng Yên          |
| 11 ( 3) |          | Chef de la Commission centrale de mobilisation de masse puis Chef de la Commission d'organisation du Comité central du Parti communiste du Vietnam |     | Trương Thị Mai         | Depuis le 12e Politburo, élu en 2016. 2e mandat. | Hòa Bình          |
| 12      |          | Vice-président de l'Assemblée nationale |     | Trần Thanh Mẫn         | Nouveau membre                                   | Hậu Giang         |
| 13 ()   |          | Vice-Premier ministre permanent |     | Phạm Bình Minh         | Depuis le 12e Politburo, élu en 2016. 2e mandat. | Bà Rịa-Vũng Tàu   |
| 14      |          | Secrétaire du Comité du Parti de Hô-Chi-Minh-Ville                                                                                                 |     | Nguyễn Văn Nên (vi)    | Nouveau membre                                   |                   |
| 15      |          | Président du Conseil Théorique Central du Parti communiste vietnamien                                                                              |     | Nguyễn Xuân Thắng (vi) | Nouveau membre                                   |                   |
| 16      |          | Secrétaire permanent du Comité central du Parti communiste vietnamien                                                                              |     | Võ Văn Thưởng          | Depuis le 12e Politburo, élu en 2016. 2e mandat. | Da Nang           |
| 17      |          | Chef de la Commission des affaires intérieures |     | Phan Đình Trạc (vi)    | Nouveau membre                                   | Lâm Đồng          |
| 18      |          | Président de la Commission centrale d'inspection                                                                                                   |     | Trần Cẩm Tú (vi)       | Nouveau membre                                   |                   |